# Сари Гилбърт
Сари Гилбърт (на английски: Sari Gilbert) е американска журналистка и писателка на произведения от жанра пътепис.

## Биография и творчество
Сари Гилбърт е родена в Манхатън, Ню Йорк, САЩ. Завършва местната гимназия „Хънтър“. Завършва с бакалавърска степен по политически науки в Университета „Сиракюз“ в Сиракюз. Докато учи в университета се включва в програмата „Семестър зад граница“ и прекарва в Италия част от третата година на обучението си. После завършва магистратура в университета „Джон Хопкинс“ и защитава докторат по международни отношения в Школата за следдипломна квалификация по международни въпроси към университета на тема за решението на Италия през 1949 г. да се присъедини към НАТО.
Очарована от Италия, след дипломирането си тя отново отива там със стипендия, и се установява в Рим в сърцето на старинния квартал „Трастевере“. Стажува в бюрото на „Ню Йорк Таймс“, после става кореспондент първо за списание „Нюзуик“, а след това за „Вашингтон поуст“, „L'Indipendente“ и работи дълго в престижния икономически-финансов ежедневник „Il Sole 24 Ore“. В продължение на повече от 25 години работи като журналист и е кореспондент на големите американски вестници, като „Ню Йорк Таймс“, „Торонто Стар“ и „Вашингтон поуст“, и списания като „Travel and Leisure, Signature“, „TV Guide“, „Нюзуик“, „Нешънъл Джиографик“ и „Connoiseur“. Говори италиански и френски.
Първата ѝ книга „Рим : Пътеводител“ в съавторство с Майкъл Броуз е издадена през 2004 г. Книгата представя изкуството и великолепните паметници в Рим и отвежда посетителите на много известни пешеходни турове.

## Произведения
- National Geographic Traveler: Rome (2004) – с Майкъл Броуз
Рим : Пътеводител, изд.: „Егмонт България“, София (2009), прев. Надя Тодорова
- My Home Sweet Rome: Living (and Loving) in the Eternal City (2013)
- Designing Gamified Systems: Meaningful Play in Interactive Entertainment, Marketing and Education (2014)